# Вертіївська волость
Вертіївська волость — адміністративно-територіальна одиниця Харківського повіту Харківської губернії.
Станом на 1885 рік — складалася з 9 поселень, 8 сільських громад. Населення — 2871 особа (1423 чоловічої статі та 1448 — жіночої), 490 дворових господарств.
|                     | Площа, десятин | У тому числі орної, десятин |
| ------------------- | -------------- | --------------------------- |
| Сільських громад    | 2446           | 2201                        |
| Приватної власності | 2334           | 792                         |
| Іншої власності     | —              | —                           |
| Загалом             | 4780           | 2993                        |

Основні поселення волості станом на 1885:
- Вертіївка — колишнє власницьке село при річці Вільшанка за 35 верст від повітового міста, 143 особи, 30 дворів, православна церква.
- Дворічний Кут — колишнє власницьке село при річці Удай, 497 осіб, 77 дворів, православна церква, каплиця, винокурний завод.
- Протопопівка — колишнє власницьке село, 218 осіб, 40 дворів, православна церква.
- Федорівка — колишнє власницьке село при річці Капустянка, 551 особа, 106 дворів, лавка.

Найбільше поселення волості станом на 1914 рік:
- слобода Вертіївка — 5926 мешканців.

Обов'язки старшини волості виконував Луценко Андрій Кіндратович, волосним писарем — Хвостиків Дмитро Васильович, головою волосного суду — Косенко Микола Андрійович.